# 4 PS
4 PS war eine Musikgruppe in der DDR. Die Band entstand 1977 nach einem Zerwürfnis innerhalb der Band Veronika Fischer & Band mit Veronika Fischer. Als 1979 Jürgen Ehle für Michael Kaszubowski in die Band kam, trat man danach wieder mit Veronika Fischer unter dem Namen „Veronika Fischer & Band“ auf.

## Geschichte
Die Band 4 PS entstand Anfang 1977. Gründungsmitglieder waren Franz Bartzsch, Johannes Biebl, Frank Hille und Michael Kaszubowski. Kurze Zeit später verließ Biebl die Band, und die übrigen Musiker agierten als Trio weiter. Nachdem Jürgen Ehle von Jahrgang 49 dazu gekommen war und Hans-Jürgen Reznicek Kaszubowski abgelöst hatte, trat Veronika Fischer ab 1979 wieder mit Franz Bartzsch und den anderen drei Musikern als Veronika Fischer & Band auf.
Die Titel der Band waren ein- oder mehrstimmige Gesangstitel. Die Kompositionen stammten vorwiegend von Bartzsch und Biebl. Die Texte schrieb Kurt Demmler. Bereits im Mai 1977 erschien bei Amiga die erste Single und im September gewann die Band 1977 mit dem Zweigroschenlied den Grand Prix beim Internationalen Schlagerfestival Dresden. Im Oktober 1977 präsentierte 4 PS das erste 90-Minuten-Programm, das ausschließlich aus eigenen Titeln bestand, und ging anschließend auf eine fünfwöchige Tournee durch die Sowjetunion. Die Musik, eine Kombination aus Rock- und Popmusik mit deutlichen Blues- und Chanson-Einflüssen, war geprägt durch die enge Zusammenarbeit von Bartzsch und Biebl und ihren unterschiedlichen musikalischen Erfahrungen.
Nachdem 1980 Bartzsch und 1981 Veronika Fischer in die Bundesrepublik Deutschland übersiedelt hatten, kamen Rainer Kirchmann (Keyboard) von Prinzip und André Herzberg (Gesang), früher Gaukler Rock Band, in die Band, die sich fortan Pankow nannte.
Die Gründungsmitglieder Bartzsch, Kaszubowski, Biebl und Hille verließen nacheinander die DDR, ebenso wie Veronika Fischer.

## Diskografie

### Singles
- 1977: Zweigroschenlied / Vor unser’m Hause (mit dem Pionierchor Omnibus) (Amiga)
- 1977: Lied von der Märchenfee / Ich würde wenn ich wüßte … (Amiga)

### CD
- 2005 Blues für ein Mädchen: 4 PS – Die Hits (BMG)

## Filmografie
- 1977: Berlin Köpenick. Ein Stadtbezirk der Hauptstadt der DDR (Dokumentarfilm)